# Iglesia Pura de Cristo
La Iglesia Pura de Cristo fue la primera organización cismática del Movimiento de los Santos de los Últimos Días.
La organizaron en 1831 en Kirtland, Wycam Clark, Northrop Sweet y otros cuatro más que dijeron que Joseph Smith era un falso profeta. Tuvieron unas cuantas reuniones y, más tarde, se separaron. Según los discursos realizados por George A. Smith, los cuales están recogidos en el Journal of Discourses, esa iglesia no tuvo más de seis miembros.
Según George A. Smith, Wyman Clarck fue bautizado sobre la misma época que Sidney Rigdon. Él, otro seguidor de Joseph Smith Jr llamado Northrop Sweet y otros cuatro que no aparecen nombrados fueron los responsables de la creación de la "Iglesia Pura de Cristo".
Un cierto número de personas localizadas en una granja perteneciente a Isaac Morley se bautizaron, pero no habían sido instruidas sobre sus obligaciones. Estas personas proclamaron que un espíritu había entrado dentro de ellas. Algunos dijeron haber visto ángeles, y cartas iban a caer del cielo.
Después de oír estos eventos, Joseph Smith fue a Kirtland para enseñar a estos Santos su error. Cuando Joseph intentó enseñarles en relación con el "verdadero espíritu", y la forma de determinar cual era verdadero y cual no, unos cuantos que habían sido influidos por esas manifestacione, apostataron.
Entre ellos se encontraba Wycom Clarck, quin dijo haber recibido una revelación en la cual se le indicaba que era un profeta y que era el verdadero revelador. Clarck organizó la Iglesia Pura de Cristo y empezó a tener reuniones y a predicar.